# Phallozentrismus
Unter Phallozentrismus ist eine spezifische Form des Patriarchats zu verstehen, die „die unmittelbare Abstimmung des patriarchalischen Systems auf die Bedürfnisse männlicher Potenz und Triebabfuhr materialistisch“ fasst. Der Begriff wurde 1927 von Ernest Jones im Rahmen seiner Debatte mit Sigmund Freud über die Rolle des phallischen Stadiums in der kindlichen Entwicklung geprägt.
Phallozentrismus wird in den Bereichen Literaturkritik, Psychoanalyse und Psychologie, Linguistik, Medizin und Gesundheitswesen sowie Philosophie analysiert. Jacques Lacan brachte eine linguistische Wende in die Debatte mit seinem am 9. Mai 1958 am Max-Planck-Institut in München gehaltenen und 1966 veröffentlichten Vortrag Die Bedeutung des Phallus, wonach der Phallus kein Teil-Objekt sei, sondern der Signifikant für das Ganze stehe. Französische Feministinnen versuchten, einen postphallistischen Durchbruch zu erreichen. Der Feminismus der dritten Welle mit seiner Sorge um das Marginalisierte und um die Intersektionalität stufte den Phallozentrismus als irrelevant für die tägliche weibliche Erfahrung ein.